# Pasiades

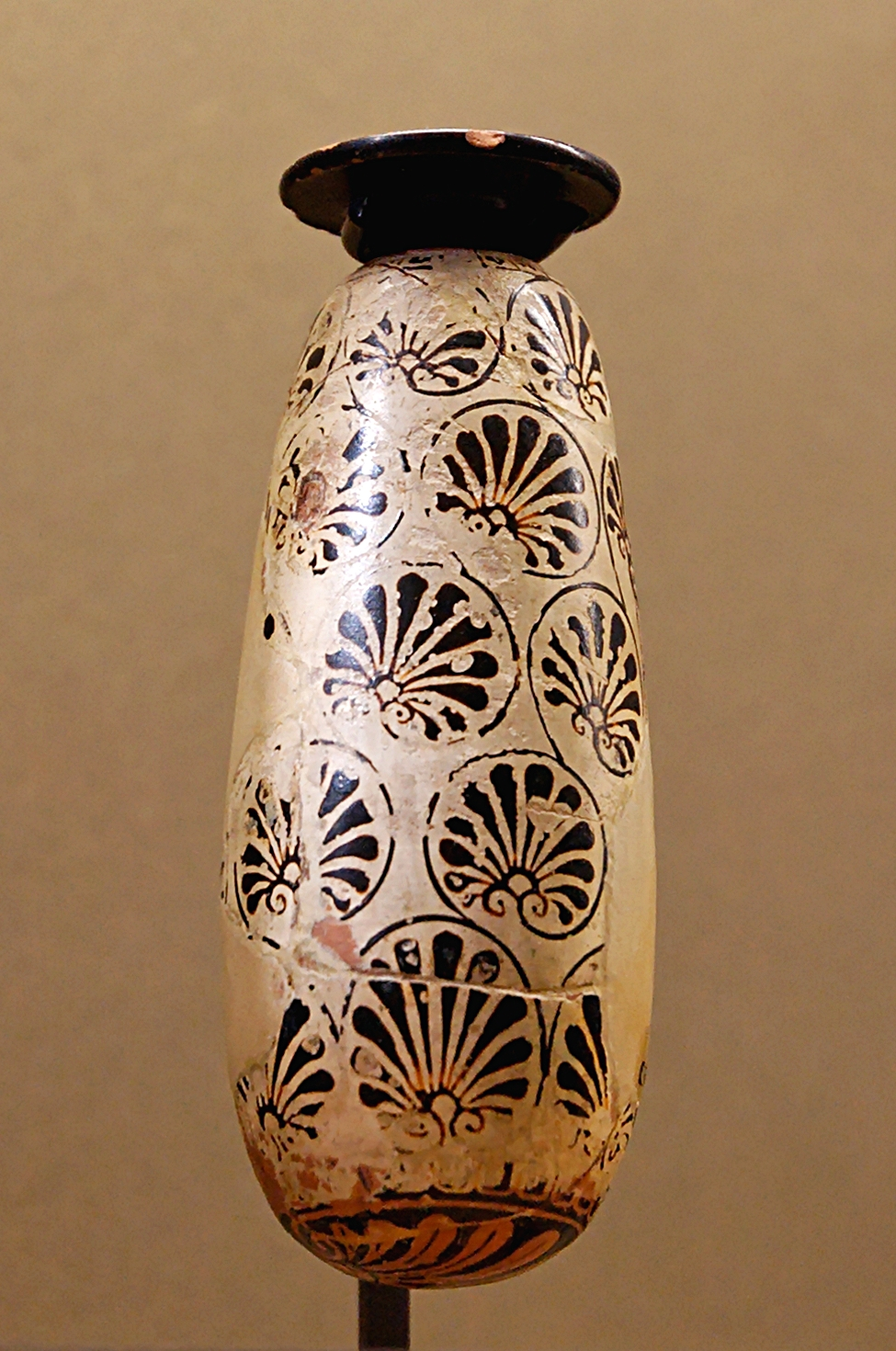
Alabastron der Gruppe der Paidikos-Alabastra, signiert von Pasiades, Paris, Louvre CA 1920

Pasiades (altgriechisch Πασιάδης) war ein griechischer Töpfer und Vasenmaler, tätig im letzten Viertel des 6. Jahrhunderts v. Chr. in Athen.
Von ihm sind drei signierte weißgrundige Alabastra bekannt sowie Fragmente einer weißgrundigen Lekythos. Die Alabastra hat er als Töpfer signiert, die Lekythos als Maler.
1. Fragmente einer Lekythos, Athen, Agora NS AP 422
2. Lekythos, London, British Museum B 668, aus Marion
3. Athen, Nationalmuseum 15002, aus Delphi
4. Paris, Louvre CA 1920

Nr. 2 und 3 wurden von einem Maler gemalt, den John D. Beazley danach Pasiades-Maler benannte, dieser ist stilistisch nicht mit dem Maler, der Nr. 1 als Pasiades signierte, identisch und wurde von Beazley in die Nähe des Euergides-Malers eingeordnet. Da das Pariser Alabastron nach Form und Typ nicht von der Gruppe der Paidikos-Alabastra zu trennen ist, überlegte Beazley, ob nicht Paidikos (übersetzt „kindisch, knabenhaft“) nur ein Spitzname des Pasiades sei, es sich also nur um einen Töpfer handele.